# Joachim Friedrich von Stutterheim
 (mai 2023).

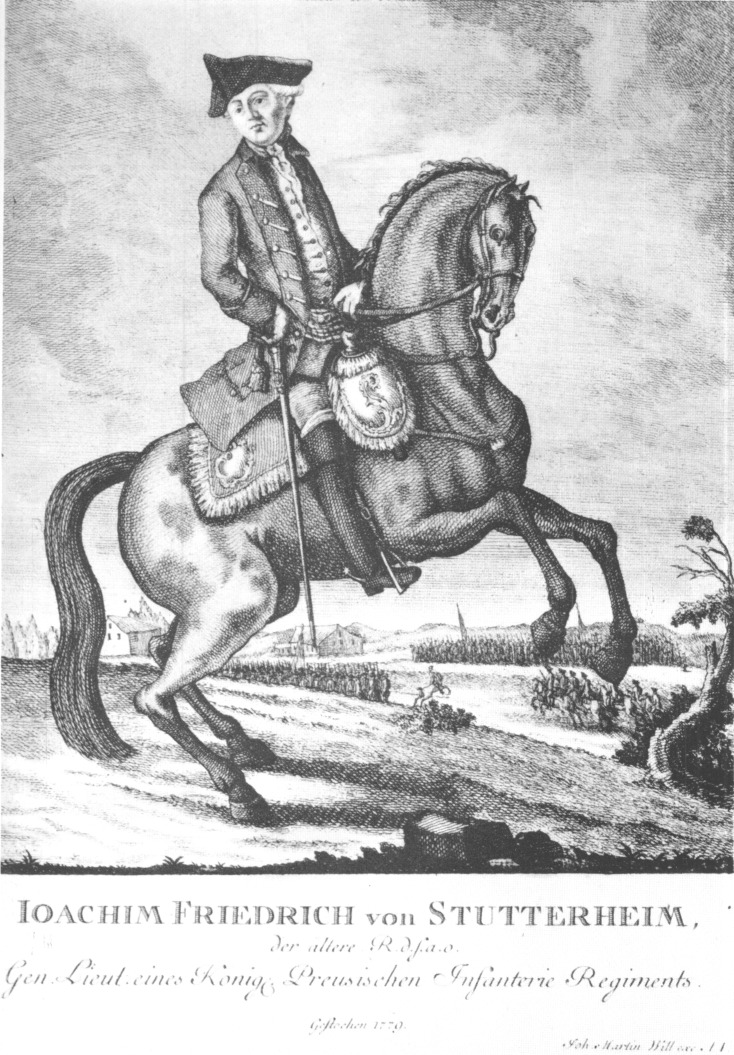
Joachim Friedrich von Stutterheim

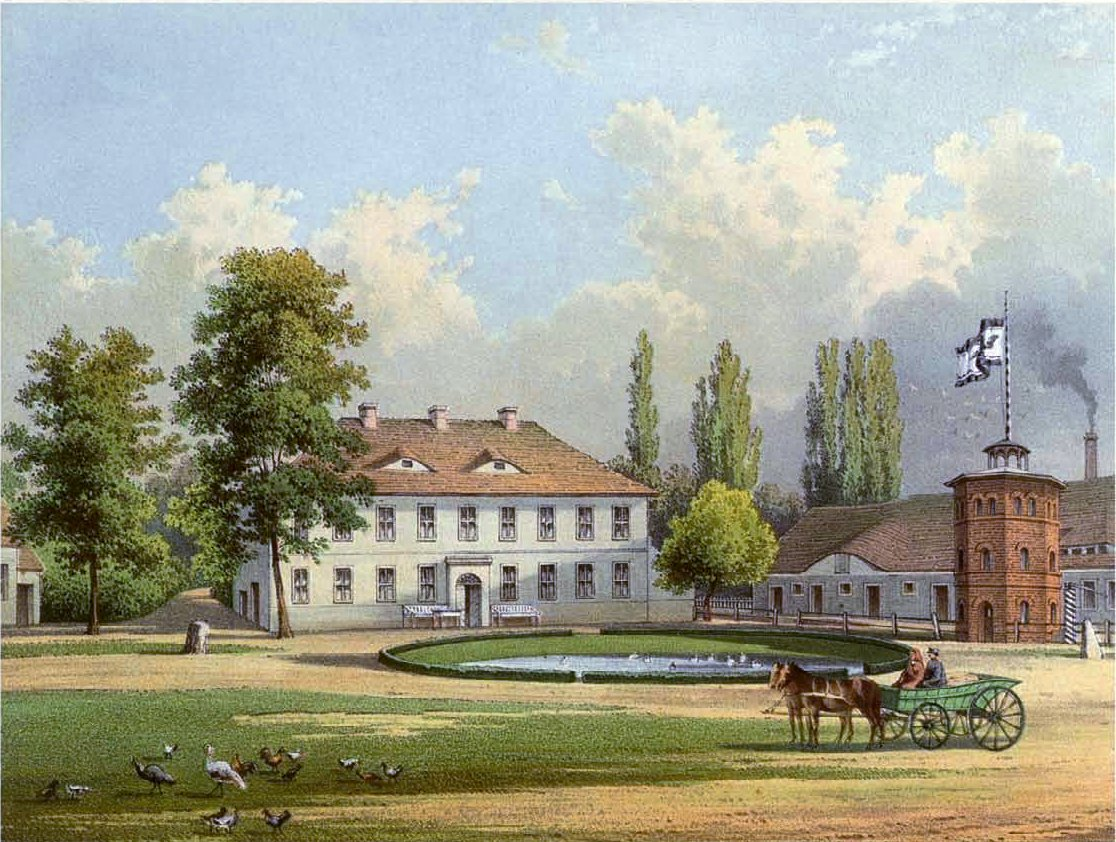
Manoir de Sellendorf

Joachim Friedrich von Stutterheim ("Ancien Stutterheim"), né le 2 novembre 1715 à Sellendorf, Basse-Lusace et mort le 26 août 1783 à Königsberg, est un lieutenant général royal prussien.

## Origine
Ses parents sont Joachim Friedrich von Stutterheim (1683-1745) et Johanne Eleonore von Hacke (de) (1687-1737). Son père est un lieutenant-capitaine et propriétaire terrien royal polonais et saxon. Son frère Otto Ludwig (de) (1718-1780) devient également lieutenant général prussien.

## Biographie
À la suite d'une rencontre fortuite avec le roi Frédéric-Guillaume Ier de Prusse, qui l'apprécie, il est admis, avec l'accord de son père, dans le corps des cadets de Berlin en 1729. En 1732, il rejoint le régiment à pied "Kröcher (de)" (1806 : n° 18) en tant que porte-drapeau. Il y devient enseigne en 1735 et sous-lieutenant en 1739.
En tant que tel, il participe à la première guerre de Silésie et se distingue déjà avant la bataille de Mollwitz dans un commando à tel point que le roi lui décerne l'ordre Pour le Mérite et lui confie un poste de chanoine à Cammin et une compagnie du régiment à pied La Motte (1806 : n° 17). Stutterheim participe ensuite aux batailles de Chotusitz, Hohenfriedberg et Soor. Il est blessé à Soor.
Promu major en 1747, il se distingue une fois de plus à Lobositz à tel point que le roi lui accorde une pension extraordinaire de 500 thalers par an. En mai 1757, il reçoit le commandement du régiment en tant que lieutenant-colonel et combat cette année-là, où il devient également colonel, à Prague, Kolín et Breslau, et l'année suivante à Hochkirch. Le 1er janvier 1759, il est promu major général et reçoit son propre régiment d'infanterie, l'ancien régiment à pied "Kannacher (de)" (1806 : n° 30).
Il rejoint alors l'armée du prince Henri ; le 13 septembre 1759, celui-ci annonce de Görlitz que Stutterheim a brûlé un magasin ennemi à Friedland et fait 700 prisonniers.
En 1760, il participe aux batailles de Liegnitz et de Torgau. Il est grièvement blessé à Torgau. En 1761, il se trouve à nouveau dans l'armée du prince Henri, qui l'avait envoyé avec 1 600 hommes pour protéger la Marche contre une incursion des Suédois. Il participe également à la dernière campagne, en 1762, sous les ordres du prince Henri ; lors de la bataille de Freiberg, livrée le 29 octobre, il commande l'aile gauche de la ligne d'attaque. En remerciement de sa participation à la victoire, il reçoit le titre de chanoine à la collégiale Saint-Nicolas de Magdebourg (de).
Lorsque la paix est signée, le roi envoie Stutterheim à Königsberg en tant qu'inspecteur de l'infanterie de Prusse-Orientale. En 1768, après être devenu lieutenant général le 24 août 1767, il reçoit l'ordre de l'Aigle noir et un autre régiment, l'ancien régiment à pied Kanitz (de) (1806 : n° 2). Il est également nommé gouverneur de Königsberg, Pillau et Memel.
Dans la guerre de Succession de Bavière, il est dans l'armée du roi à la tête d'un corps séparé en Haute-Silésie. En août 1778, il prend Troppau.

## Monument
Le nom de Stutterheim est apposé sur le monument à Frédéric le Grand sur Unter den Linden à Berlin.

## Famille
Il est marié avec Sophie Therese von Lettow (née en 1719 ou 1720 et morte le 6 septembre 1807 à Stettenbruch). Ses enfants comprennent:
- Ludwig August (1751–1826), général prussien marié avec Luise Charlotte Albertine Juliane von Ingersleben (1765–1869)
- Otto George (né en 1752 et mort le 1er octobre 1817) marié avec Christiane-Frédérique-Wilhelmine d'Anhalt (née le 16 décembre 1770 et morte le 31 décembre 1802, Pise) (divorcée en 1797, elle est la fille d'Henri-Guillaume d'Anhalt)